# Charles Savarin
Charles Angelo Savarin (Portsmouth, 30 novembre 1947) è un politico dominicense.
Dall'ottobre 2013 al 2 ottobre 2023 è stato Presidente della Dominica. È rappresentante del Partito Laburista di Dominica.